# اورگس شهی
اورگس شهی (آلبانیایی: Orges Shehi؛ زادهٔ ۲۵ سپتامبر ۱۹۷۷) بازیکن سابق و مربی فوتبال اهل آلبانی است.
از باشگاه‌هایی که در آن بازی کرده‌است می‌توان به باشگاه فوتبال تئوتا، باشگاه فوتبال اسکندربو کورچه، باشگاه فوتبال پارتیزانی تیرانا، و باشگاه فوتبال ولازنیا اشکودر اشاره کرد.
وی همچنین در تیم‌های ملی فوتبال زیر ۲۱ سال آلبانی و آلبانی بازی کرده‌است.